# Kolpos

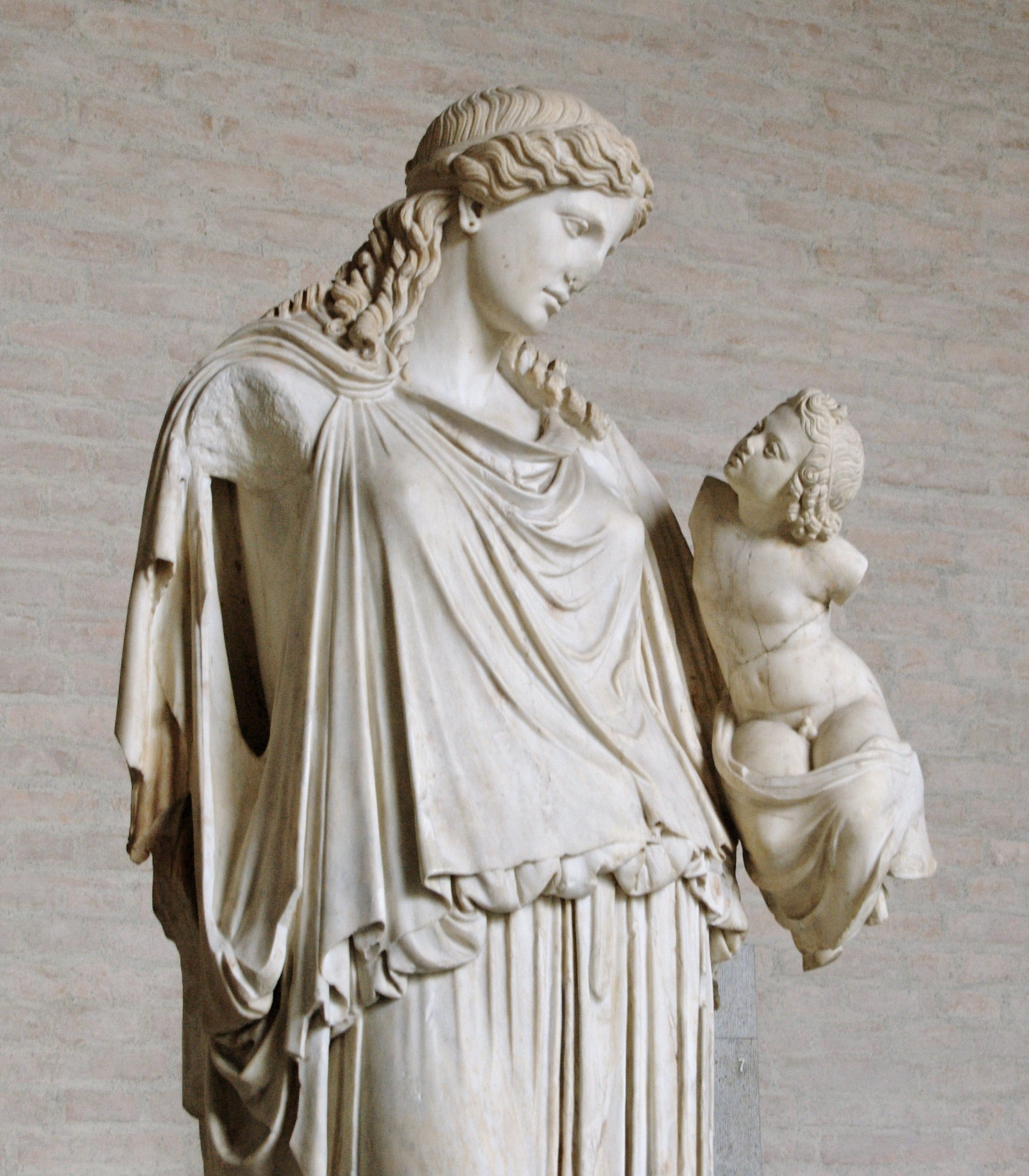
Statua vestita di peplo

Il kolpos è quell'aspetto sblusato che assumono in genere i chitoni, i pepli, o le tuniche dell'abbigliamento nell'antica Grecia quando parte della loro stoffa viene tirata in vita, legata e fatta ricadere abbondantemente sulla cintura. Per ottenere questo effetto, i tre indumenti sono cuciti in lunghezza maggiore rispetto all'altezza dell'individuo. Di solito, nella forma del kolpos, l'eccesso di stoffa è maggiore sul davanti che sul dietro.
Quando il tessuto in "eccesso" non viene legato in vita, ma viene tirato verso la parte superiore della figura, invece che un kolpos si va a formare un apoptygma: una sorta di mantello, con una forma simile a un cappuccio, che si può far scendere o sulle spalle o sul petto.
In alcuni casi è possibile trovare entrambe le combinazioni; tirando un maggiore quantitativo di stoffa sul davanti si può avere un kolpos sul quale ricade un apoptygma.
In questo modo la parte frontale della figura ha la possibilità di muoversi con maggiore agilità, non avendo l'impedimento del tessuto sui piedi. Questa combinazione si chiama "a piede libero".